# Saint-Gabriel-Brécy
Saint-Gabriel-Brécy – miejscowość i dawna gmina we Francji, w regionie Normandia, w departamencie Calvados. W 2013 roku liczba ludności wynosiła 400 mieszkańców. 
W dniu 1 stycznia 2017 roku z połączenia trzech ówczesnych gmin – Creully, Saint-Gabriel-Brécy oraz Villiers-le-Sec – utworzono nową gminę Creully-sur-Seulles. Siedzibą gminy została miejscowość Creully. 